# Aptinus merditanus
Aptinus merditanus é uma espécie de carabídeo da tribo Brachinini, com distribuição restrita ao sudeste da Europa.

## Subespécies
- Aptinus merditanus merditanus Apfelbeck, 1918
- Aptinus merditanus orientalis Hurka, 1988

## Distribuição
A espécie tem distribuição restrita aos Bálcãs.